# Exame de consciência

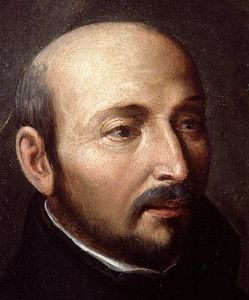
Inácio de Loyola: "O Exame de consciência é o exercício mais importante da vida espiritual"

Exame de consciência é uma revisão de pensamentos, palavras e ações, com a finalidade de verificar a sua conformidade com a lei moral. É um inventário das próprias fraquezas, no intuito de superá-las. Entre os cristãos, essa é geralmente uma revisão privada. Na Igreja Católica fiéis que desejarem receber o sacramento da confissão são encorajados a examinar sua consciência usando os dez mandamentos como um guia. Uma doutrina similar é ensinada pela Igreja Luterana, onde os penitentes que desejarem receber a Santa Absolvição também são convidados a utilizar os dez mandamentos como um guia. O processo é muito similar à prática islâmica de Muhasaba, ou autorreflexão.
Santo Inácio de Loyola incluiu o exame de consciência em seus exercícios espirituais e nos exercícios, ele apresenta duas formas diferentes de exames, específico e geral. Desde então, o método de Santo Inácio tornou-se conhecido sob vários nomes na literatura espiritual, e é chamado às vezes “Exame de Conscientização”
Em geral, há uma distinção entre o "Exame Particular", que visa mudar uma característica particular ou defeito no próprio comportamento, o “Exame Diário”, que é uma oração de revisão de um dia e, finalmente, o “Exame Geral de Consciência”. Este último método é chamado exame de "consciência" porque é uma revisão de suas ações a partir de um ponto de vista moral, refletindo sobre a própria responsabilidade e olhando para os pecados e as fraquezas em preparação para o arrependimento, em contraste com o exame "diário" que não se concentra sobre a moralidade, mesmo que pecados venham a surgir durante a revisão do dia.

## Filosofia
Alguns dos antigos filósofos (os estoicos em particular) estudaram para serem irrepreensíveis em seu próprio conceito, e para isso eles fizeram uso frequente de autoinspeção. Eles professavam a doutrina de que a felicidade e a dignidade do homem consistem no cumprimento das leis da razão, ou da consciência; com isso, exames de consciência foram uma prática regular nas escolas dos estoicos e dos seus seguidores, como Quintus Sextius e Séneca.

## Cristianismo
O exame de consciência foi ordenado por São Paulo de Tarso a ser realizado pelos fiéis todas as vezes que forem receber a  Eucaristia: “Examine-se, pois, o homem a si mesmo, e, assim, coma do pão, e beba do cálice; pois quem come e bebe, come e bebe  juízo para si, se não distinguir o corpo”. E, como os primeiros cristãos recebiam a Comunhão com muita frequência, o exame de consciência tornou-se um exercício comum de sua vida espiritual. Em muitos casos, isso se tornou uma prática diária da vida dos primeiros membros do clero e os que viviam uma vida monástica, tais como o eremita Santo Antão do Deserto, que  dizia examinar sua consciência todas as noites, enquanto São Basílio de Cesareia, Santo Agostinho de Hipona e São Bernardo de Claraval, e fundadores de Ordens religiosas em geral, fizeram do exame de consciência um exercício regular diário de seus seguidores. Membros leigos de congregações foram encorajados a assumir a prática, bem como uma medida salutar por seus padres e bispos, como meio de promover a sua formação religiosa.
São Bernardo ensinou: "Como um investigador em busca da integridade de sua própria conduta, submeta sua vida a um exame diário. Considere cuidadosamente o progresso que você fez ou o que você regrediu. Esforce-se para conhecer a si mesmo. Coloque todos os seus defeitos diante de seus olhos. Fique cara a cara com você mesmo, como se você fosse outra pessoa, e depois reflita seus erros."
No catolicismo, isso deve ser mantido distinto do Sacramento da Reconciliação, um exame de consciência apenas mostra as falhas, mas não as perdoa, pois segundo a fé católica, só a intercessão de Deus através de um sacerdote pode perdoar pecados. No entanto, os católicos acreditam que um exame completo de consciência é um passo eficaz e necessário para fazer uma plena reconciliação.
Quanto ao exame diário de consciência, dois tipos devem ser distinguidos, o geral e o particular. O primeiro visa a correção de todos os tipos de falhas, e o último visa a prevenção de algumas falhas ou a aquisição de alguma virtude particular.
"A excelência desta prática e sua fecundidade para a virtude cristã, são claramente estabelecidos pelos ensinamentos dos grandes mestres da vida espiritual." (Papa São Pio X)

## Autocrítica
Entre os intelectuais seculares, principalmente os marxistas, o termo autocrítica, derivado do francês: autocritique, é amplamente usado. E era muito popular na França após a Guerra da Argélia. Edgar Morin e  Jawaharlal Nehru ficaram bastante conhecidos pelo estudo desse tema.

## Exemplo de roteiro para o exame de consciência
Eis o que vem a ser um exame de consciência na prática. O texto a seguir, de origem católica, é substancialmente o mesmo aprovado em 1903 pelos Senhores Bispos do Sul do Brasil.
Primeiro mandamento [religião]. Se tem negado, duvidado ou falado contra alguns dos artigos de nossa fé; — se se tem descuidado de aprender a doutrina cristã, ou se se tem deixado esquecer dela; — se tem lido livros proibidos, romances obscenos, escritos ou jornais contrários à fé ou aos bons costumes, e se os conserva ou tem emprestado a outros; — se tem escarnecido ou zombado da religião, ou de seus ministros; — se tem desconfiado da misericórdia de Deus, ou se se tem queixado de sua providência nas enfermidade, na pobreza etc.: — se tem presumido salvar-se sem penitência, se a quer demorar até a morte; — se peca com a esperança de perdão e diz: Depois me confessarei; — se tem deixado de fazer por muito tempo os atos de fé, esperança e caridade; — se por preguiça tem deixado de ouvir Missa, rezar ou adorar a Deus; — se tem consultado feiticeiros, adivinhos, espíritas etc. etc.; — se traz consigo orações supersticiosas, crendo com elas saber coisas futuras, tomar-se invulnerável, curar doenças e enfermidades; — se crê em sonhos, agouros etc.
Segundo mandamento [santos nomes]. Se jurou falso, ou por coisas insignificantes; — se blasfemou de Deus, da Santíssima Virgem e dos santos; — se falou deles sem respeito ou disse coisas indignas: — se rogou pragas contra si mesmo, ou contra o próximo etc.
Terceiro mandamento [domingos e dias santos]. Se deixou de ouvir Missa inteira nos domingos e festas, ou se a ouviu adormecido ou voluntariamente distraído, portando-se com irreverência, conversando, rindo, escarnecendo, olhando lascivamente, ou fazendo acenos ou sinais escandalosos; — se nesses dias trabalhou, ou fez trabalhar sem causa justa etc.
Quarto mandamento [pais e superiores]. Se foi desobediente a seus pais, superiores ou mestres; — se lhes tem ódio; — se lhes tem faltado ao respeito, ou lhes respondido mal, ou dito palavras injuriosas; — se não tem assistido ou socorrido a seus pais em suas necessidades; — se se tem envergonhado deles etc.
Quinto mandamento [vida e saúde]. Se tem ódio ao próximo; — se tem desejado vingar-se; — se tem desejado a morte ou mal grave a si ou a alguém; — se tem dito ao próximo palavras injuriosas; — se matou ou feriu ou espancou alguém, ou se mandou, aconselhou ou concorreu para que tais coisas se fizessem; — se se entristeceu com o bem do próximo; — se tem dado escândalo com seus maus exemplos ou palavras; — se teve desejo ou tentou suicidar-se etc.
Sexto e nono mandamentos [castidade]. Se se tem demorado voluntariamente em pensamentos desonestos; — se tem olhada ou se tem ido a algum lugar para ver coisas indecentes; — se teve más conversas, ou as ouviu com prazer; — se tem cantado cantigas lascivas ou lido livros ou escritos obscenos; — se teve desejos de coisas más ou impuras; — se convidou alguém para o mal; — se praticou consigo ou com outrem alguma ação impura; — se cometeu pecados mais graves; — se está em perigo de pecar por não fugir e evitar as ocasiões etc.
Sétimo e décimo mandamentos [propriedade alheia]. Se desejou furtar; — se furtou, quanto e quantas vezes; — se achou coisa alheia e, sabendo quem era o dono. não restituiu ou não fez diligência para saber; — se aceitou ou comprou coisas que sabia serem furtadas; — se em compras, vendas ou contratos foi injusto, empanando no peso, medida, qualidade; — se, podendo, não tem restituído o que deve e o que não é seu; — se tem causado dano ao próximo de qualquer modo etc.
Oitavo mandamento [verdade e bom nome]. Se fez algum juízo ou suspeita temerária; se levantou calúnia ou falsos testemunhos; — se mentiu com prejuízo do próximo, ou em coisa grave; — se manifestou ou publicou algema falta ou defeito oculto do próximo; — se murmurou do próximo; — se semeou discórdias, mexericos ou enredos, ou tem dado prejuízo a outrem por sua má língua;— se não reparou o mal que fez com calúnias, detrações etc.